# Giuseppe De Robertis
Giuseppe De Robertis (Matera, 7 giugno 1888 – Firenze, 7 settembre 1963) è stato un critico letterario italiano.

## Biografia
Giuseppe De Robertis nasce a Matera, dove compie gli studi ginnasiali e liceali, e nell'autunno del 1907 si trasferisce a Firenze dove completerà gli studi universitari, allievo di grandi filologi e storici come Parodi, Mazzoni, Barbi e Vitelli.
Molto segnato dal dialogo con Renato Serra, come testimonia tra gli altri fatti l'epistolario del cesenate, inizia nel maggio 1912 a collaborare alla rivista letteraria La Voce e negli anni tra il 1914 e 1916 ne diventa direttore con il consenso positivo di Giuseppe Prezzolini suo predecessore. Dopo aver insegnato materie letterarie presso il Conservatorio di Firenze, nel 1920 gli venne assegnata la docenza di Storia della letteratura italiana presso l'Università di Firenze.
Dal 1922 inizia la sua ricca produzione critica, con una scelta dello Zibaldone leopardiano e un imponente studio critico dedicato alla poesia di Salvatore Di Giacomo, argomento della sua tesi di laurea, che peraltro non pubblicò mai in volume.
Dopo un breve soggiorno a Bologna, ritorna a Firenze come insegnante di materie letterarie presso il Conservatorio L. Cherubini.
Nel 1938 ottenne la cattedra presso l'Università di Firenze, subentrando ad Attilio Momigliano, che da essa fu espulso a seguito delle leggi razziali.
Oltre alla collaborazione alle più importanti riviste del Novecento, tra cui Pegaso e Pan, De Robertis fu autore di acute analisi critiche e di edizioni commentate degli autori classici, soprattutto delle poesie del Poliziano, del Foscolo e del Leopardi. Nell'analizzare i testi letterari il De Robertis fu sempre attento ai valori lirici affidandosi ad un sottile gusto per lo stile. Uno dei suoi scopi fu quello di fare da ponte fra critica militante e cultura universitaria, tra critica dei classici e dei contemporanei.
Suo figlio era il critico letterario Domenico De Robertis.

## Opere principali
- Saggio su Leopardi, Milano, 1937 (ed. aum., Firenze, 1944, 1946, 1960).
- Scrittori del Novecento, Firenze, 1940.
- Studi, Firenze, 1944.
- Primi studi manzoniani e altre cose, Firenze, 1949.
- Altro Novecento, Firenze, 1962.

Quale editore e commentatore di autori della letteratura italiana, sono da segnalare:
- Poeti lirici dei secoli XVII e XIX, Firenze, I ed. 1923.
- A. Poliziano (Le Stanze, Orfeo e le Rime),  Firenze 1932.
- Renato Serra, in collaborazione con L. Ambrosini e A. Grilli, Firenze, 1934.
- Epistolario R. Serra, Scritti, 2 voll., Firenze, 1938, in coll. con A. Grilli.
- G. Panni, Poesie, Firenze, 1935.
- G. Ungaretti, Apparato critico delle varianti de «L'allegria», «Sentimento del tempo» e delle «Poesie disperse», Milano, 1945.

### Scritti postumi
- Scritti vociani, a cura di E. Falqui, Firenze, 1967.
- Studi a cura di D. De Robertis,  Firenze, 1971.

### Epistolari
- Domenico De Robertis (a cura di), Giuseppe Ungaretti e Giuseppe De Robertis. Carteggio 1931-1962, Milano, Il Saggiatore, 1984.
- Emanuela Bufacchi (a cura di), Giuseppe De Robertis e Leone Piccioni. Carteggio 1944-1963, Ed. Fondazione Premio Letterario Basilicata/Quaderni di Leukanikà, 2012.

## Riconoscimenti
Nel 1962 l'Accademia Nazionale dei Lincei gli ha conferito il Premio Feltrinelli per la Letteratura.